# Geberico
Geberico (... – 350 circa) è stato uno dei Re dei Goti del IV secolo..

## Storia
Successe ad Ariarico conquistando la Dacia, a quel tempo abitata dai Vandali, attorno al 340. I Vandali erano al tempo guidati da re Visimar.  La sconfitta spinse i Vandali a chiedere e ad ottenere il diritto di insediarsi in Pannonia.
Geberico passo' il resto della sua vita combattendo, e morì attorno al 350. Dopo la sua morte il trono venne occupato da Ermanarico.